# Forward Poetry Prize
Der Forward Poetry Prize ist ein britischer Literaturpreis.
Er wurde 1991 begründet mit dem Ziel, Lyrik einem breiteren Publikum nahezubringen, und wird jährlich für die beste Gedichtsammlung, die beste erste Gedichtsammlung eines Autors und das beste Gedicht verliehen. Die Forward Arts Foundation sponsert den Preis mit insgesamt 16.000£ (Stand 2022) und gibt jedes Jahr The Forward Poetry Book heraus, eine Anthologie der besten Gedichte der Shortlist.

## Preisträger

### Gedichtsammlung
- 1992: Thom Gunn, The Man with Night Sweats
- 1993: Carol Ann Duffy, Mean Time
- 1994: Alan Jenkins, Harm
- 1995: Sean O’Brien, Ghost Train
- 1996: John Fuller, Stones and Fires
- 1997: Jamie McKendrick, The Marble Fly
- 1998: Ted Hughes, Birthday Letters
- 1999: Jo Shapcott, My Life Asleep
- 2000: Michael Donaghy, Conjure
- 2001: Sean O’Brien, Downriver
- 2002: Peter Porter, Max is Missing
- 2003: Ciaran Carson, Breaking News
- 2004: Kathleen Jamie, The Tree House
- 2005: David Harsent, Legion
- 2006: Robin Robertson, Swithering
- 2007: Sean O’Brien, The Drowned Book
- 2008: Mick Imlah, The Lost Leader
- 2009: Don Paterson, Rain
- 2010: Seamus Heaney, Human Chain
- 2011: John Burnside, Black Cat Bone
- 2012: Jorie Graham, P L A C E
- 2013: Michael Symmons Roberts, Drysalter
- 2014: Kei Miller, The Cartographer Tries to Map a Way to Zion
- 2015: Claudia Rankine, Citizen: An American Lyric
- 2016: Vahni Capildeo, Measures of Expatriation
- 2017: Sinéad Morrissey, On Balance
- 2018: Danez Smith, Don’t Call Us Dead
- 2019: Fiona Benson, Vertigo & Ghost
- 2020: Caroline Bird, The Air Year
- 2021: Luke Kennard, Notes on the Sonnets
- 2022: Kim Moore, All the Men I Never Married
- 2023: Jason Allen-Paisant, Self-Portrait as Othello

### Erste Gedichtsammlung eines Autors
- 1992: Simon Armitage, Kid
- 1993: Don Paterson, Nil Nil
- 1994: Kwame Dawes, Progeny of Air
- 1995: Jane Duran, Breathe Now, Breathe
- 1996: Kate Clanchy, Slattern
- 1997: Robin Robertson, A Painted Field
- 1998: Paul Farley, The Boy from the Chemist is Here to See You
- 1999: Nick Drake, The Man in the White Suit
- 2000: Andrew Waterhouse, In
- 2001: John Stammers, The Panoramic Lounge Bar
- 2002: Tom French, Touching the Bones
- 2003: A. B. Jackson, Fire Stations
- 2004: Leontia Flyn, These Days
- 2005: Helen Farish, Intimates
- 2006: Tishani Doshi, Countries of the Body
- 2007: Daljit Nagra, Look We Have Coming to Dover!
- 2008: Kathryn Simmonds, Sunday at the Skin Launderette
- 2009: Emma Jones, The Striped World
- 2010: Hilary Menos, Berg
- 2011: Rachael Boast, Sidereal
- 2012: Sam Riviere, 81 Austerities
- 2013: Emily Berry, Dear Boy
- 2014: Liz Berry, Black Country
- 2015: Mona Arshi, Small Hands
- 2016: Tiphanie Yanique, Wife
- 2017: Ocean Vuong, Night Sky with Exit Wounds
- 2018: Phoebe Power, Shrines of Upper Austria
- 2019: Stephen Sexton, If All the World and Love Were Young
- 2020: Will Harris, Rendang
- 2021: Caleb Femi, Poor
- 2022: Stephanie Sy-Quia, Amnion
- 2023: Momtaza Mehri, Bad Diaspora Poems

### Gedicht
- 1992: Jackie Kay, „Black Bottom“
- 1993: Vicki Feaver, „Judith“
- 1994: Iain Crichton Smith, „Autumn“
- 1995: Jenny Joseph, „In Honour of Love“
- 1996: Kathleen Jamie, „The Graduates“
- 1997: Lavinia Greenlaw, „A World Where News Travelled Slowly“
- 1998: Sheenagh Pugh, „Envying Owen Beattie“
- 1999: Robert Minhinnick, „Twenty-five Laments for Iraq“
- 2000: Tessa Biddington, „The Death of Descartes“
- 2001: Ian Duhig, „The Lammas Hireling“
- 2002: Mebdh McGuckian, „She is in the Past, She has this Grace“
- 2003: Robert Minhinnick, „The Fox in the National Museum of Wales“
- 2004: Daljit Nagra, „Look We Have Coming To Dover!“
- 2005: Paul Farley, „Liverpool Disappears for a Billionth of a Second“
- 2006: Sean O’Brien, „Fantasia on a Theme of James Wright“
- 2007: Alice Oswald, „Dunt“
- 2008: Don Paterson „Love Poem For Natalie 'Tusja' Beridze“
- 2009: Robin Robertson, „At Roane Head“
- 2010: Julia Copus, „An Easy Passage“
- 2011: R.F. Langley, „To a Nightingale“
- 2012: Denise Riley, „A Part Song“
- 2013: Nick MacKinnon, „The Metric System“
- 2014: Stephen Santus, „In a Restaurant“
- 2015: Claire Harman, „The Mighty Hudson“
- 2016: Sasha Dugdale, „Joy“
- 2017: Ian Patterson, „The Plenty of Nothing“
- 2018: Liz Berry, „The Republic of Motherhood“
- 2019: Parwana Fayyaz, „Forty Names“
- 2020: Malika Booker, „The Little Miracles“
- 2021: Nicole Sealey, „‘Pages 22–29, an excerpt from The Ferguson Report: An Erasure’“
- 2022: Nick Laird, „Up Late“
- 2023: Malika Booker, „Libation“